# Ligne 123 (chemin de fer slovaque)
Pour les articles homonymes, voir Ligne 123.
La ligne 123 des chemins de fer Slovaque relie Trenčianska Teplá à la frontière entre la République tchèque et la Slovaquie au niveau de Horné Srnie.

## Histoire

### Mise en service à une voie
- Trenčianska Teplá - Vlárský průsmyk - Uherský Brod 28 octobre 1888[2]